# 沃伊切赫·科尔凡蒂
沃伊切赫·科尔凡蒂（波蘭語：Wojciech Korfanty，波蘭語發音：[ˈvɔjt͡ɕɛx kɔrˈfantɨ]，1873年4月20日—1939年8月17日），是波兰第二共和国时期的活动家、记者、政治家和西里西亚起义领导者。科尔凡蒂在波兰独立后成为众议院议员，他于1923年进入维托斯内阁任副总理。之后他因反对五月政变以及毕苏斯基政权而被关押在布列斯特要塞，直至1935年流亡到了捷克斯洛伐克。1939年4月德国取消《德波互不侵犯条约》后，他返回国内希望消弭分歧团结备战，但旋即被捕并在同年8月病逝。